# Куала-Белайт
Куала-Белайт (малайск. کوالا بلايت / Kuala Belait) — город в Брунее.

## География
Город Куала-Белайт расположен на крайнем западе султаната Бруней, на его границе с Малайзией. На севере он омывается водами Южно-Китайского моря, на западе и юге от него проходят русла реки Белайт, от которой город и получил своё название (Куала-Белайт в переводе с малайского языка означает устье реки Белайт).
Куала-Белайт является административным центром округа Белайт и вторым по величине городом Брунея (с численностью населения в 65 975 человек, включая прилегающие кампонги). Центр города окружают многочисленные поселения (кампонги), подчиняющиеся городской администрации. Порт Куала-Белайта — третий по значению порт султаната. В 16 километрах восточнее от него находится город нефтяников Сериа, в 120 километрах северо-восточнее — столица Брунея Бандар-Сери-Бегаван.

## История
В начале XX столетия на месте Куала-Белайта была расположена небольшая малайская рыбацкая деревушка. Город стал интенсивно развиваться после открытия нефтяных месторождений в соседнем Паданг Берава (ныне — Сериа). В годы Второй мировой войны город был захвачен японскими войсками, в 1945 году японцев отсюда изгнали англичане.